# Mathieu Ganio
Scènes principales
Opéra national de Paris
Mathieu Ganio, né le 16 mars 1984 à Marseille, est un danseur français. Il était étoile du Ballet de l'Opéra de Paris.

## Les débuts
Mathieu Ganio est le fils de Dominique Khalfouni, ancienne étoile du Ballet de l'Opéra national de Paris devenue soliste du Ballet national de Marseille de Roland Petit, et de Denis Ganio, lui aussi soliste du Ballet national de Marseille. Sa première apparition sur scène a lieu en 1986 (il a alors deux ans), aux côtés de sa mère, lors de la création du ballet de Roland Petit Ma Pavlova. Mathieu Ganio et sa sœur cadette Marine Ganio, aujourd'hui première danseuse à l'Opéra de Paris, accompagnent alors leurs parents dans les tournées du Ballet de Roland Petit.
Mathieu Ganio commence l'apprentissage de la danse à l'âge de sept ans, au Studio Ballet dirigé par Colette Armand, la mère du danseur Patrick Armand.
De 1992 à 1999, il poursuit sa formation à l'École nationale supérieure de Danse de Marseille.

## École de danse
En 1999, Mathieu Ganio intègre l'École de danse de l'Opéra de Paris en seconde division,.
Il interprète le rôle de Franz dans Coppélia lors du spectacle de fin d'année en 2001.

## Dans le corps de ballet
Engagé en 2001 dans le corps de ballet de l'Opéra, il est promu coryphée en 2002 et sujet en 2003.

## Danseur étoile
Mathieu Ganio est nommé étoile par Brigitte Lefèvre le 20 mai 2004, à l'âge de 20 ans, à l'issue d'une représentation de Don Quichotte, sans passer par le grade de premier danseur. Cette nomination fut une totale surprise puisqu'il ne devait pas danser ce rôle et remplaçait José Martinez. Il devient le plus jeune danseur jamais promu.
Le 1er mars 2025, il fait ses adieux sur la scène de l'Opéra Garnier, à l'issue de la représentation du ballet Onéguine (en).

## Sur scène
Il est depuis régulièrement invité pour danser à l'étranger, et danse La Belle au bois dormant avec le Ballet de Tokyo.
En 2006 et 2007, il participe au Festival annuel du Théâtre Mariinsky avec Don Quichotte et Giselle (Olesia Novikova est alors sa partenaire privilégiée).
Mathieu Ganio se voit obligé d'annuler sa venue à la suite d'une blessure en 2009, mais se voit de nouveau invité l'année suivante, pour danser aux côtés d'Ouliana Lopatkina. Il danse également avec Svetlana Lounkina lorsqu'elle est invitée par l'Opéra de Paris pour interpréter le rôle principal de La Fille mal gardée.
En 2010, il danse par deux fois aux côtés d'Evguenia Obraztsova : durant l'été pour la création de Pierre Lacotte sur Les Trois mousquetaires, puis en novembre, alors qu'ils sont tous deux invités par le Théâtre Stanislavsky de Moscou à l'occasion d'une représentation de Giselle.
C'est en 2016 qu'il reprend une énième fois son rôle d'Albrecht au Théâtre Mariinsky aux côtés de Diana Vichneva.

## Style
Mathieu Ganio est très apprécié pour ses caractéristiques dites de « danseur noble », sa danse élégante et ses qualités de partenaire.

## Récompenses
En 2005, Mathieu Ganio reçoit le prix Benois de la danse pour son interprétation de James dans La Sylphide aux côtés d'Aurélie Dupont.

### Décoration
- Commandeur de l'ordre des Arts et des Lettres (2025)[8]

## Répertoire[9]
- La Sylphide (chorégraphie : Pierre Lacotte) : James
- Giselle (chorégraphie : Patrice Bart et Eugène Polyakov, d'après Jean Coralli et Jules Perrot) : Albrecht
- Coppélia (chorégraphie : Pierre Lacotte, d'après Arthur Saint-Léon) : Franz
- Paquita (chorégraphie : Pierre Lacotte, d'après Marius Petipa) : Lucien d’Hervilly
- Don Quichotte (chorégraphie : Rudolf Noureev, d'après Marius Petipa et Alexandre Gorski) : Basilio
- La Belle au bois dormant (chorégraphie : Rudolf Noureev, d'après Marius Petipa) : le Prince Désiré
- Le Lac des cygnes (chorégraphie : Rudolf Noureev, d'après Marius Petipa et Lev Ivanov) : le Prince Siegfried
- Casse-Noisette (chorégraphie : Rudolf Noureev) : Drosselmeyer/le Prince
- La Fille mal gardée (chorégraphie : Frederick Ashton) : Colas
- Onéguine (chorégraphie : John Cranko) : Eugène Onéguine
- Manon (chorégraphie : Kenneth MacMillan) : Des Grieux
- La Dame aux camélias (chorégraphie : John Neumeier) : Armand Duval
- Proust ou Les intermittences du coeur (chorégraphie : Roland Petit) : Saint-Loup
- Ivan le Terrible (chorégraphie : Iouri Grigorovitch) : le Prince Kurbsky
- Roméo et Juliette (chorégraphie : Rudolf Noureev) : Roméo
- Cendrillon (chorégraphie : Rudolf Noureev) : l'Acteur Vedette
- La Petite danseuse de Degas (chorégraphie : Patrice Bart) : le Maître de ballet
- Caligula (chorégraphie : Nicolas Le Riche) : Caligula (créateur)
- Les Enfants du paradis (chorégraphie : José Martinez) : Baptiste (créateur)
- Psyché (chorégraphie : Alexei Ratmansky) : Eros (créateur)
- Daphnis et Chloé (chorégraphie : Benjamin Millepied) : Daphnis
- Apollon (chorégraphie : George Balanchine) : Apollon
- Les Quatre Tempéraments (chorégraphie : George Balanchine) : Soliste Flegmatique
- Symphonie en ut (Le Palais de cristal) (chorégraphie : George Balanchine): Soliste du premier mouvement
- La Valse (chorégraphie : George Balanchine)
- Agon (chorégraphie : George Balanchine): Premier pas de trois
- Brahms-Schoenberg Quartet (chorégraphie : George Balanchine) : Soliste du premier mouvement
- Joyaux (chorégraphie : George Balanchine) : Émeraudes (Premier pas de deux homme) et Diamants (Pas de deux homme)
- Mozartiana (chorégraphie : George Balanchine)
- Suite en Blanc (chorégraphie : Serge Lifar): Thème varié, Mazurka, Adage
- Études (chorégraphie : Harald Lander)
- Dances at a Gathering (chorégraphie : Jerome Robbins) : Homme en brun et Homme en vert
- In The Night (chorégraphie : Jerome Robbins) : Second pas de deux
- Les Variations Goldberg (chorégraphie : Jerome Robbins) : Deuxième couple
- Other Dances (chorégraphie : Jerome Robbins)
- Opus 19/The Dreamer (chorégraphie : Jerome Robbins) : Soliste Homme
- L'Oiseau de feu (chorégraphie : Maurice Béjart): L'Oiseau de feu
- Serait-ce la mort ? (chorégraphie : Maurice Béjart) : L'Homme
- Yondering (chorégraphie : John Neumeier)
- La Troisième Symphonie de Gustav Mahler (chorégraphie : John Neumeier): L'Homme
- Le Chant de la Terre (chorégraphie : John Neumeier) : Soliste homme (créateur)
- Artifact Suite (chorégraphie : William Forsythe)
- Approximate Sonata (chorégraphie : William Fosythe)
- Woundwork 1 (chorégraphie : William Forsythe)
- Amoveo (chorégraphie : Benjamin Millepied) : Soliste homme (créateur)
- Genus (chorégraphie : Wayne McGregor) : Second couple
- Grand miroir (chorégraphie : Saburo Teshigawara) : Homme
- Dogs Sleep (chorégraphie : Marco Goecke) : Soliste homme

## Filmographie
- Comme un rêve, documentaire de Marlène Ionesco sur Mathieu Ganio et sa mère, Dominique Khalfouni, également étoile de l'Opéra de Paris et du Ballet national de Marseille
- Shinshokan: La leçon de danse noble de Mathieu Ganio, Etoile de l’Opéra national de Paris, donnée par Gil Isoart, professeur de l’Opéra national de Paris, 2013 (1 h 09)[3]
- Joyaux, avec Clairemarie Osta, Laëtitia Pujol, Kader Belarbi et les danseurs de l'Opéra de Paris
- La Sylphide, avec Aurélie Dupont, Isabelle Ciaravola et les danseurs de l'Opéra de Paris
- Proust ou les Intermittences du cœur, avec Manuel Legris, Hervé Moreau, Eleonora Abbagnato et les danseurs de l'Opéra de Paris
- Coppélia, avec Charline Giezendanner, Pierre Lacotte, Marie-José Redont, Cyril Mitilian et les élèves de l'école de danse de l'Opéra de Paris
- La Petite danseuse de Degas, avec Clairemarie Osta, Dorothée Gilbert, Elisabeth Maurin, Benjamin Pech, José Martinez et les danseurs de l'Opéra de Paris.
- Une étoile romantique Mathieu Ganio, avec Amandine Albisson, Dorothée Gilbert, Agnès Letestu, Pierre Lacotte et les danseurs de l'Opéra de Paris..